# 沙穆耶
沙穆耶（法語：Chamouilley，法語發音：[ʃamujɛ]）是法国上马恩省的一个市镇，位于该省北部，属于圣迪济耶区。

## 地理
沙穆耶（48°36'21"N, 5°2'39"E）面积7.81 平方千米，位于法国大東部大區上马恩省，该省份为法国东北部内陆省份，北起马恩省和默兹省，西接奥布省，西南接科多尔省，东南接上索恩省，东临孚日省。
与沙穆耶接壤的市镇（或旧市镇、城区）包括：厄尔维尔-比安维尔、纳尔西、马恩河畔罗什、昂塞维尔、库桑斯莱福日。

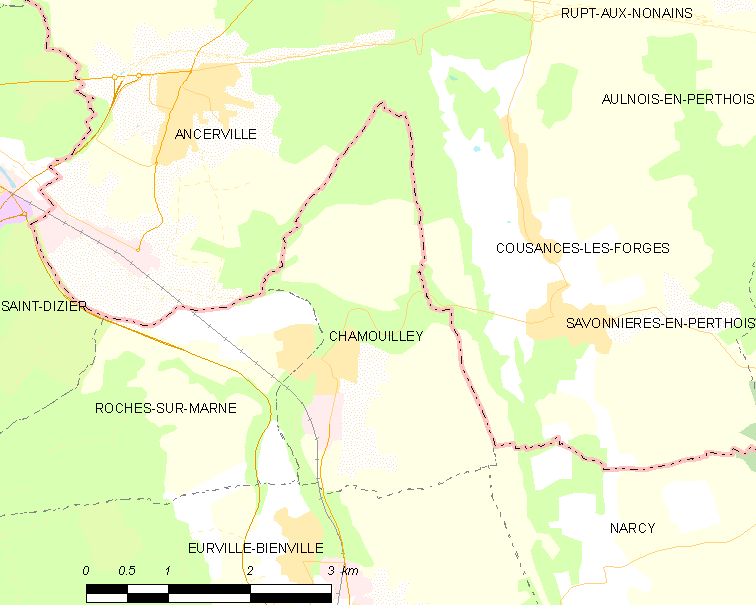
沙穆耶的OSM定位图

沙穆耶的时区为UTC+01:00、UTC+02:00（夏令时）。

## 行政
沙穆耶的邮政编码为52410，INSEE市镇编码为52099。

## 政治
沙穆耶所属的省级选区为厄尔维尔-比安维尔县。

## 人口

1962-2008年间沙穆耶人口变化图示

沙穆耶于2022年1月1日时的人口数量为725人。